# Chiesa cattolica in Bolivia
La Chiesa cattolica in Bolivia è parte della Chiesa cattolica in comunione con il vescovo di Roma, il papa.

## Organizzazione ecclesiastica

Mappa delle diocesi cattoliche della Bolivia.

La Chiesa cattolica è presente sul territorio con 4 sedi metropolitane, 6 diocesi suffraganee, 5 vicariati apostolici, 2 prelature territoriali e 1 ordinariato militare:
- l'arcidiocesi di Cochabamba ha come suffraganee la diocesi di Oruro e la prelatura territoriale di Aiquile;
- l'arcidiocesi di La Paz ha come suffraganee le diocesi di Coroico e El Alto e la prelatura territoriale di Corocoro;
- l'arcidiocesi di Santa Cruz de la Sierra ha come suffraganea la diocesi di San Ignacio de Velasco;
- l'arcidiocesi di Sucre ha come suffraganee le diocesi di Potosí e Tarija;
- i vicariati apostolici di Camiri, El Beni, Ñuflo de Chávez, Pando e Reyes sono immediatamente soggetti alla Santa Sede;
- l'ordinariato militare in Bolivia.

## Nunziatura apostolica
Nel 1917 fu istituita l'internunziatura della Bolivia distaccandola dalla delegazione apostolica di Perù e Bolivia. L'11 gennaio 1925 fu eretta la nunziatura apostolica con sede nella capitale boliviana di La Paz.

### Elenco dei nunzi apostolici
- Lorenzo Barili (26 maggio 1851 - 17 giugno 1856 dimesso)
- Mieczysław Halka Ledóchowski (17 giugno 1856 - 25 luglio 1861 dimesso)
- Marino Marini (14 agosto 1857 - 27 marzo 1865 nominato arcivescovo, titolo personale, di Orvieto)
- Francesco Tavani (25 luglio 1861 - 18 luglio 1869 dimesso)
- Cesare Sambucetti (18 aprile 1882 - 29 novembre 1883 nominato internunzio apostolico in Brasile)
- Beniamino Cavicchioni (21 marzo 1884 - 4 agosto 1889 nominato ufficiale della Congregazione dei vescovi e regolari)
- Giuseppe Macchi (12 aprile 1889 - 26 ottobre 1897 nominato internunzio apostolico in Brasile)
- Pietro Gasparri (26 marzo 1898 - 23 aprile 1901 nominato segretario della Congregazione per gli affari ecclesiastici straordinari)
- Alessandro Bavona (17 luglio 1901 - 13 novembre 1906 nominato nunzio apostolico in Brasile)
- Angelo Maria Dolci (7 dicembre 1906 - settembre 1910 dimesso)
- Angelo Giacinto Scapardini, O.P. (23 agosto 1910 - 4 dicembre 1916 nominato nunzio apostolico in Brasile)
- Rodolfo Caroli (28 aprile 1917 - 25 gennaio 1921 deceduto)
- Tito Trocchi (25 maggio 1921 - 1924 dimesso)
- Gaetano Cicognani (2 gennaio 1925 - 15 giugno 1928 nominato nunzio apostolico in Perù)
- Carlo Chiarlo (12 ottobre 1928 - 7 gennaio 1932 nominato internunzio apostolico in Costa Rica)
- Luigi Centoz (28 gennaio 1932 - 14 settembre 1936 nominato nunzio apostolico in Venezuela)
- Federico Lunardi (16 novembre 1936 - 31 ottobre 1938 nominato nunzio apostolico in Honduras)
- Egidio Lari (11 maggio 1939 - 3 gennaio 1945 dimesso)
- Giuseppe Burzio (2 maggio 1946 - 18 dicembre 1950 nominato nunzio apostolico a Cuba)
- Sergio Pignedoli (22 dicembre 1950 - 19 ottobre 1954 nominato nunzio apostolico in Venezuela)
- Umberto Mozzoni (13 novembre 1954 - 20 settembre 1958 nominato nunzio apostolico in Argentina)
- Carmine Rocco (5 ottobre 1961 - 16 settembre 1967 nominato nunzio apostolico nelle Filippine)
- Giovanni Gravelli (24 dicembre 1967 - 12 luglio 1973 nominato nunzio apostolico nella Repubblica Dominicana)
- Giuseppe Laigueglia (3 agosto 1973 - 20 gennaio 1979 nominato pro-nunzio apostolico a Cuba)
- Alfio Rapisarda (22 aprile 1979 - 29 gennaio 1985 nominato pro-nunzio apostolico nella Repubblica Democratica del Congo)
- Santos Abril y Castelló (29 aprile 1985 - 2 ottobre 1989 nominato pro-nunzio apostolico in Camerun)
- Giovanni Tonucci (21 ottobre 1989 - 9 marzo 1996 nominato nunzio apostolico in Kenya)
- Rino Passigato (18 marzo 1996 - 17 luglio 1999 nominato nunzio apostolico in Perù)
- Józef Wesołowski (3 novembre 1999 - 16 febbraio 2002 nominato nunzio apostolico in Kazakistan)
- Ivo Scapolo (26 marzo 2002 - 17 gennaio 2008 nominato nunzio apostolico in Ruanda)
- Luciano Suriani (22 febbraio 2008 - 21 novembre 2008 dimesso)
- Giambattista Diquattro (21 novembre 2008 - 21 gennaio 2017 nominato nunzio apostolico in India e Nepal)
- Angelo Accattino (12 settembre 2017 - 2 gennaio 2023 nominato nunzio apostolico in Tanzania)
- Fermín Emilio Sosa Rodríguez, dal 17 novembre 2023

## Conferenza episcopale
L'episcopato del Paese costituisce la Conferenza episcopale boliviana (Conferencia episcopal boliviana, CEB). La sua massima autorità è l'assemblea plenaria dei vescovi, che agisce attraverso il Consiglio episcopale permanente che coordina le attività cattoliche ed attua le decisioni dell'assemblea plenaria, e la Segreteria generale che è l'organo di informazione e di coordinamento delle attività di carattere nazionale della CEB. La Conferenza episcopale è poi costituita da 17 commissioni (o dipartimenti) di studio su temi e questioni particolari che riguardano la catechesi, la liturgia, la Bibbia, il clero, la vita consacrata, i laici, la pastorale sociale, le comunicazioni sociali, l'educazione, ecc.
La CEB è membro del Consejo Episcopal Latinoamericano (CELAM).
Elenco dei presidenti della Conferenza episcopale:
- Arcivescovo Abel Isidoro Antezana y Rojas, arcivescovo di La Paz (1958 - 28 novembre 1968)
- Cardinale José Clemente Maurer, arcivescovo di Sucre (1968 - 1979)
- Arcivescovo José Armando Gutiérrez Granier, arcivescovo di Cochabamba (1979 - 1980)
- Arcivescovo Luis Aníbal Rodríguez Pardo, arcivescovo di Santa Cruz de la Sierra (1980 - 1985)
- Vescovo Julio Terrazas Sandoval, vescovo di Oruro (1985 - 1991)
- Arcivescovo Edmundo Luis Flavio Abastoflor Montero, vescovo di Potosí poi arcivescovo di La Paz (1991 - 1997)
- Cardinale Julio Terrazas Sandoval, arcivescovo di Santa Cruz de la Sierra (1997 - dicembre 2012) (dal 2012 presidente onorario)
- Arcivescovo Oscar Omar Aparicio Céspedes, ordinario militare in Bolivia poi arcivescovo di Cochabamba (dicembre 2012 - 6 novembre 2015)
- Arcivescovo Ricardo Ernesto Centellas Guzmán, vescovo di Potosí poi arcivescovo di Sucre (6 novembre 2015 - 11 novembre 2021)
- Vescovo Aurelio Pesoa Ribera, vicario apostolico di El Beni, dall'11 novembre 2021

Elenco dei vicepresidenti della Conferenza episcopale:
- Vescovo Ricardo Ernesto Centellas Guzmán, vescovo di Potosí (dicembre 2012 - 6 novembre 2015)
- Arcivescovo Oscar Omar Aparicio Céspedes, arcivescovo di Cochabamba (6 novembre 2015 - 11 novembre 2021)
- Arcivescovo Ricardo Ernesto Centellas Guzmán, arcivescovo di Sucre, dall'11 novembre 2021

Elenco dei segretari generali della Conferenza episcopale:
- Vescovo Oscar Omar Aparicio Céspedes, vescovo ausiliare di La Paz (2009 - dicembre 2012)
- Vescovo Eugenio Scarpellini, vescovo di El Alto (dicembre 2012 - 6 novembre 2015)
- Vescovo Aurelio Pesoa Ribera, vescovo ausiliare di La Paz poi vicario apostolico di El Beni (6 novembre 2015 - 11 novembre 2021)
- Vescovo Giovani Edgar Arana, vescovo di El Alto, dall'11 novembre 2021